# Princípio da Escolha Dependente
Em matemática, mais especificamente em teoria dos conjuntos, o Princípio da Escolha Dependente ou Axioma da Escolha Dependente (abreviado DC, do inglês Dependent Choice) afirma que, dados um conjunto não-vazio {\displaystyle A} e uma relação binária {\displaystyle R\subseteq A\times A} sobre {\displaystyle A} que satisfaz a condição de que para todo {\displaystyle x\in A} existe {\displaystyle y\in A} para o qual {\displaystyle \langle x,y\rangle \in R}, existe uma seqüência {\displaystyle \langle x_{n}\rangle _{n\in \omega }} de elementos de {\displaystyle A} tal que {\displaystyle \langle x_{i},x_{i+1}\rangle \in R} para todo {\displaystyle i\in \omega }. Em linguagem simbólica de primeira ordem, temos
{\displaystyle \forall A\left((\exists R\left(R\subseteq A\times A\wedge \forall x(x\in A\rightarrow \exists y(y\in A\wedge \langle x,y\rangle \in R))\right)\rightarrow \exists \langle x_{n}\rangle _{n\in \omega }(\forall i(i\in \omega \rightarrow \langle x_{i},x_{i+1}\rangle \in R)))\right)}

## Alguns Resultados Relevantes
O princípio da escolha dependente é demonstrável em  ZF, admitindo o axioma da escolha; com efeito, seja {\displaystyle A} um conjunto não-vazio e {\displaystyle R\subseteq A\times A} uma relação binária sobre {\displaystyle A} satisfazendo
{\displaystyle \forall x(x\in A\rightarrow \exists y(y\in A\wedge \langle x,y\rangle \in R)).}
Dado {\displaystyle x\in A}, defina {\displaystyle r(x)=\{y\in A:\langle x,y\rangle \in R\}}; da hipótese, temos {\displaystyle r(x)\neq \emptyset }. Tome a família {\displaystyle \langle r(x)\rangle _{x\in A}}, admitindo o axioma da escolha, existe uma função 
{\displaystyle f:A\to \bigcup _{x\in A}r(x)}
satisfazendo {\displaystyle f(x)\in r(x)} para cada {\displaystyle x\in A}. É evidente, portanto, que {\displaystyle \langle f^{n}(x)\rangle _{n\in \omega }} satisfaz {\displaystyle \langle f^{i}(x),f^{i+1}(x)\rangle \in R} para todo {\displaystyle i\in \omega } e todo {\displaystyle x\in A}.
Porém, DC não implica o axioma da escolha , sendo portanto uma forma mais fraca de AC. É evidente que DC implica o Axioma da Escolha Enumerável, AC{\displaystyle _{\omega }}; com efeito seja {\displaystyle \langle A_{n}\rangle _{n\in \omega }} uma família enumerável de conjuntos não-vazios; defina 
{\displaystyle S_{n}=\{s\in (\bigcup _{k=0}^{n}A_{k})^{n}:\pi _{i}(s)\in A_{i},\forall i\leq n\}}
Onde {\displaystyle \pi _{i}} é a projeção à i-ésima coordenada. Defina também
{\displaystyle S=\bigcup _{n\in \omega }S_{n}}
Assim, seja {\displaystyle R\subseteq S\times S} tal que, dados {\displaystyle s,t\in S}, {\displaystyle \langle s,t\rangle \in R} se, e somente se, existir {\displaystyle n\in \omega } para o qual tenhamos {\displaystyle s\in S_{n}},  {\displaystyle t\in S_{n+1}} e {\displaystyle \pi _{i}(s)=\pi _{i}(t)} para todo {\displaystyle i\leq n}, isto é
{\displaystyle \forall s\forall t(((s\in S)\wedge (t\in S))\rightarrow (\langle s,t\rangle \in R\leftrightarrow \exists n((n\in \omega )\wedge (s\in S_{n})\wedge (t\in S_{n+1})\wedge (\forall i(i\in n\cup \{n\}\rightarrow (\pi _{i}(s)=\pi _{i}(t)\,)))))).}
É evidente que {\displaystyle R} satisfaz
{\displaystyle \forall x(x\in S\rightarrow \exists y(y\in S\wedge \langle x,y\rangle \in R)).}
Portanto, existe uma seqüência {\displaystyle \langle s_{n}\rangle _{n\in \omega }} tal que 
{\displaystyle \langle s_{i},s_{i+1}\rangle \in R}
para todo natural {\displaystyle i}. Basta agora definir {\displaystyle f:\omega \to \bigcup A_{n}} por {\displaystyle f(i)=\pi _{i}(s_{i})}. É evidente que {\displaystyle f} é uma função escolha em {\displaystyle \langle A_{n}\rangle _{n\in \omega }}.
Outra aplicação importante do princípio da escolha dependente é na demonstração do Lema de Urysohn e do Teorema de Baire . De fato, Charles E. Blair demonstrou em 1977  que o Teorema de Baire é equivalente a DC, isto é
{\displaystyle ZF+DC\leftrightarrow ZF+({\text{Teorema de Baire}}).}